# Pozuelo de Calatrava
Pozuelo de Calatrava è un comune spagnolo di 3 371 abitanti situato nella comunità autonoma di Castiglia-La Mancia.